# Hassi Ben Okba
Hassi Ben Okba là một đô thị thuộc tỉnh Oran, Algérie. Dân số thời điểm năm 2002 là 9.435 người.